# Râul Puțul Butii
Râul Puțul Butii este un râu din România, afluent al râului Valea Albă.